# Klaas Vaak

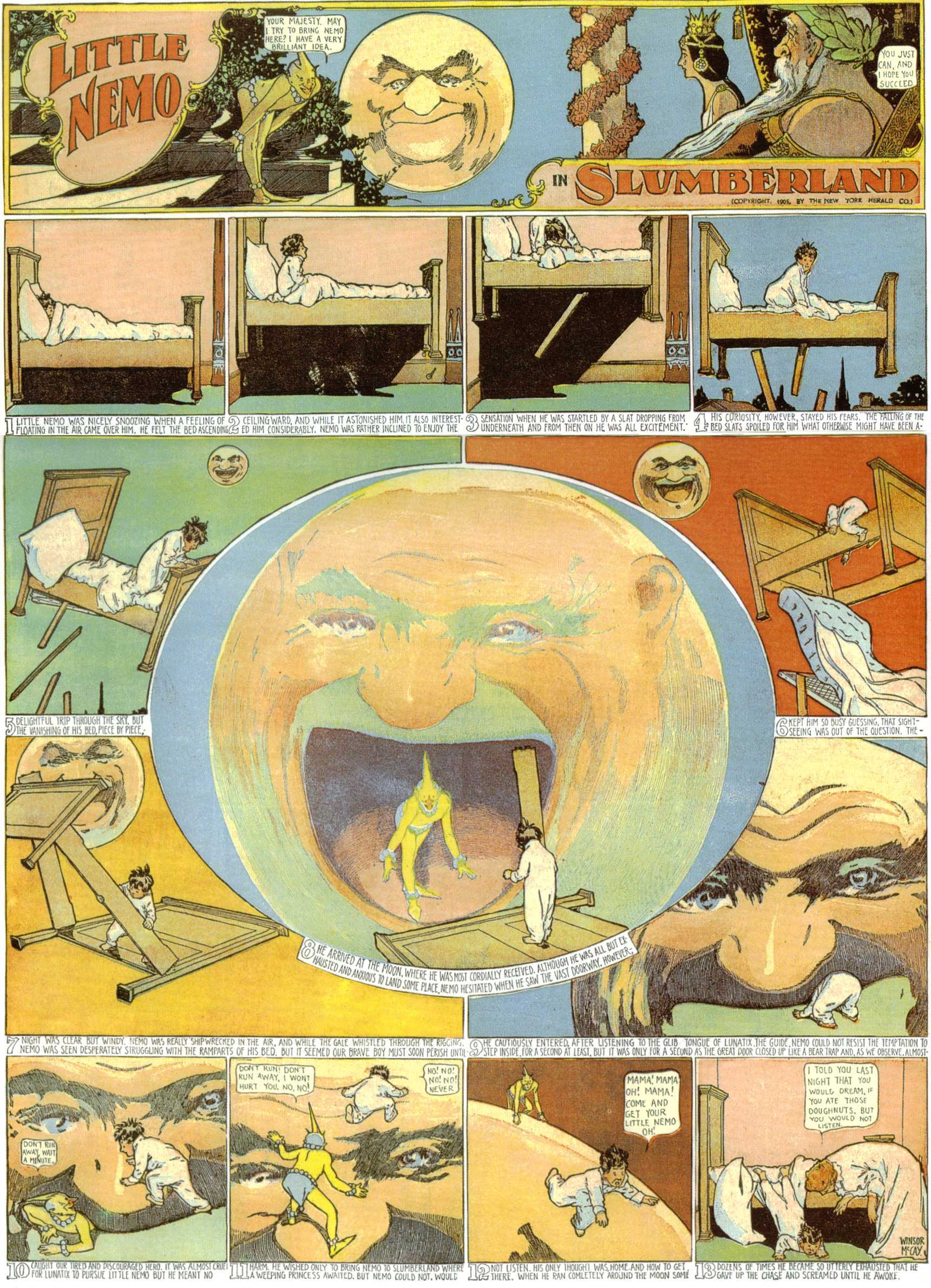
Het mannetje van de maan probeert kleine Nemo in slaap te brengen

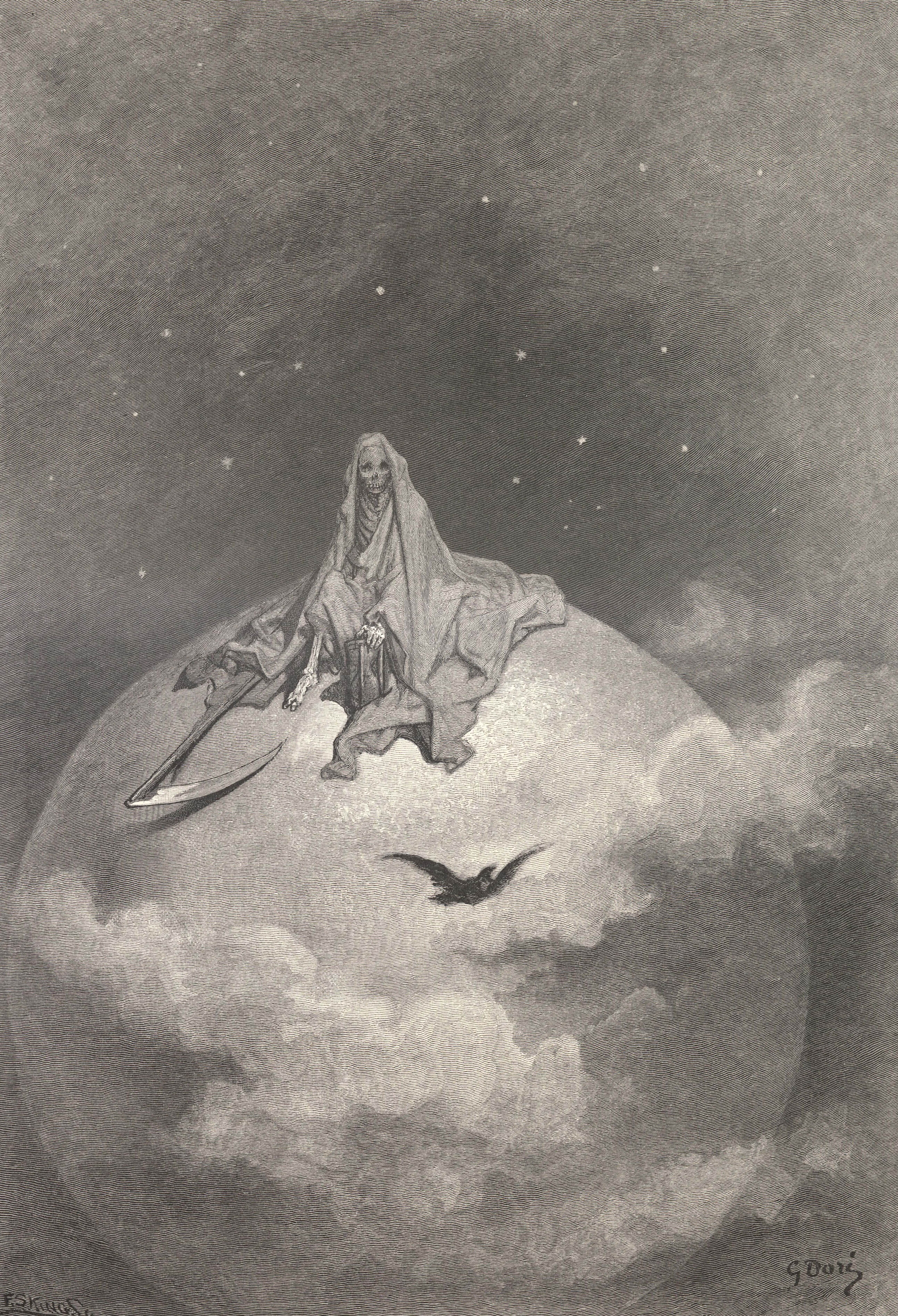
Dreaming dreams no mortal ever dared to dream before, Paul Gustave Doré

Klaas Vaak, of het Zandmannetje, is een fictieve kabouter die komt om kinderen enkele korrels slaapzand in de ogen te strooien, zodat ze mooie dromen krijgen. Het Zandmannetje woont op de maan.
Als bewijs voor het nachtelijke bezoek van Klaas Vaak zijn dan in de ooghoeken zandkorrels te vinden. 's Morgens moet men dan ook zijn gezicht wassen om het zand weg te halen. 
“Vaak” is een Zuid-Nederlands synoniem voor slaperigheid.

## Versie van Hans Christian Andersen
Hans Christian Andersen schreef een sprookje over Ole Lukøje ('Ole Sluit-oog'); deze naam wordt in het Nederlands vertaald met Klaas Vaak.
Klaas Vaak spuit "melk" in de ogen van de kinderen. Daardoor kunnen ze hun ogen niet meer openhouden en zien ze Klaas Vaak niet. Hij meent het goed met kinderen en als ze stil zijn kan hij verhalen vertellen. Onder elke arm draagt hij een paraplu, één vol prentjes en de ander is leeg. De eerste is voor zoete kinderen en die dromen dan de hele nacht. De kleine jongen Hjalmar kreeg de hele week bezoek van Klaas Vaak en hoorde zeven verhalen.

### Klaas Vaak en Hjalmar
De eerste nacht veranderen de planten in Hjalmars kamer in heerlijk geurende grote bomen. Uit de tafella stijgt gejammer op, de schoolboeken liggen daar opgeborgen. Klaas Vaak trekt de la open en ziet de lei, in een rekensom staat een fout getal. De griffel wil de som helpen, maar kan dit niet. Er zijn letters in een schrift getekend, maar het lijkt alsof ze van de potloodlijn gevallen zijn. Klaas Vaak drilt de letters en ze staan recht overeind.
De tweede nacht raakt Klaas Vaak met zijn toverspuitje alle meubels aan en ze beginnen te praten. Alleen de kwispedoor praat niet over zichzelf en de vogels op een schilderij gaan vliegen. Klaas Vaak tilt Hjalmar op en de jongen staat in het gras op het schilderij en zes zwanen trekken hem in een bootje over de rivier. De bomen vertellen over rovers, elfjes en heksen. Prinsessen staan op balkons met krakelingen met suiker in de hand en Hjalmar eet ervan. Prinsen laten een regen van rozijnen en tinnen soldaten op Hjalmar neerdalen. Hij ziet zijn kindermeisje en ze zingt voor hem.
Op woensdag stortregent het en Hjalmar hoort het in zijn slaap. Hjalmar staat op een schip in zondagse kleren en ze varen door straten en laveren rond de kerk. Er komen ooievaars en één blijft achter en hij valt op het dek. Het dier wordt bij de kippen, eenden en kalkoenen gezet en vertelt over Afrika. De verhalen worden niet begrepen en de ooievaar wordt uitgelachen. Hjalmar laat de ooievaar vrij en hij vliegt naar het zuiden. Hjalmar zegt de volgende dag soep van de andere dieren te zullen koken en wordt wakker.
De volgende nacht heeft Klaas Vaak een muis meegebracht en deze nodigt de jongen uit voor een bruiloft. Klaas Vaak verkleint de jongen en hij wordt zo groot als een vinger. Hij leent de kleren van de tinnen soldaat en gaat in de vingerhoed van moeder zitten. Het muisje neemt hem mee onder de vloer en de hele gang is met reuzel ingesmeerd. Ze komen in de trouwzaal en het bruidspaar staat in een uitgeholde kaarskorst. Ze kussen elkaar en als dessert wordt een erwt opgediend.
De volgende nacht vertelt Klaas Vaak dat mensen die iets verkeerds hebben gedaan, zijn hulp vaak vragen. Ze doen geen oog dicht en zien nare kleine kabouters op de rand van hun bed. Ze willen goed betalen voor nachtrust en leggen geld in de vensterbank. Maar Klaas Vaak is niet te koop. Herman, de grote pop van het zusje van Hjalmar, zal met Bertha trouwen en Bertha is ook nog jarig bovendien. Hjalmar heeft dit al honderd keer meegemaakt, maar Klaas Vaak vertelt dat dit bruiloft 101 wordt. Na deze bruiloft is alles uit en Hjalmar ziet een kartonnen huisje op tafel. Klaas Vaak zegent het huwelijk in en ze krijgen cadeautjes, maar er zijn geen eetbare dingen bij. Het bruidspaar wil op huwelijksreis en vraagt de zwaluw en de broedkip om raad. Bertha neemt de raad van de broedkip aan.
Op zaterdag heeft Klaas Vaak geen tijd voor een verhaaltje en laat Hjalmar Chinezen zien. De wereld moet schoongemaakt worden want de volgende dag is het zondag. Klaas Vaak moet in de kerktoren kijken of de kerkkaboutertjes de klokken hebben gepoetst. Alle sterren moeten gepoetst worden en ze worden genummerd, zodat ze niet te veel verschieten. Het portret van Hjalmars grootvader wil niet dat Klaas Vaak verwarring in het hoofd van Hjalmar veroorzaakt. Klaas Vaak vertelt ouder te zijn dan de grootvader, hij is een oude heiden. De Grieken en Romeinen noemden hem de droomgod. Hij verdwijnt en neemt zijn paraplu mee.

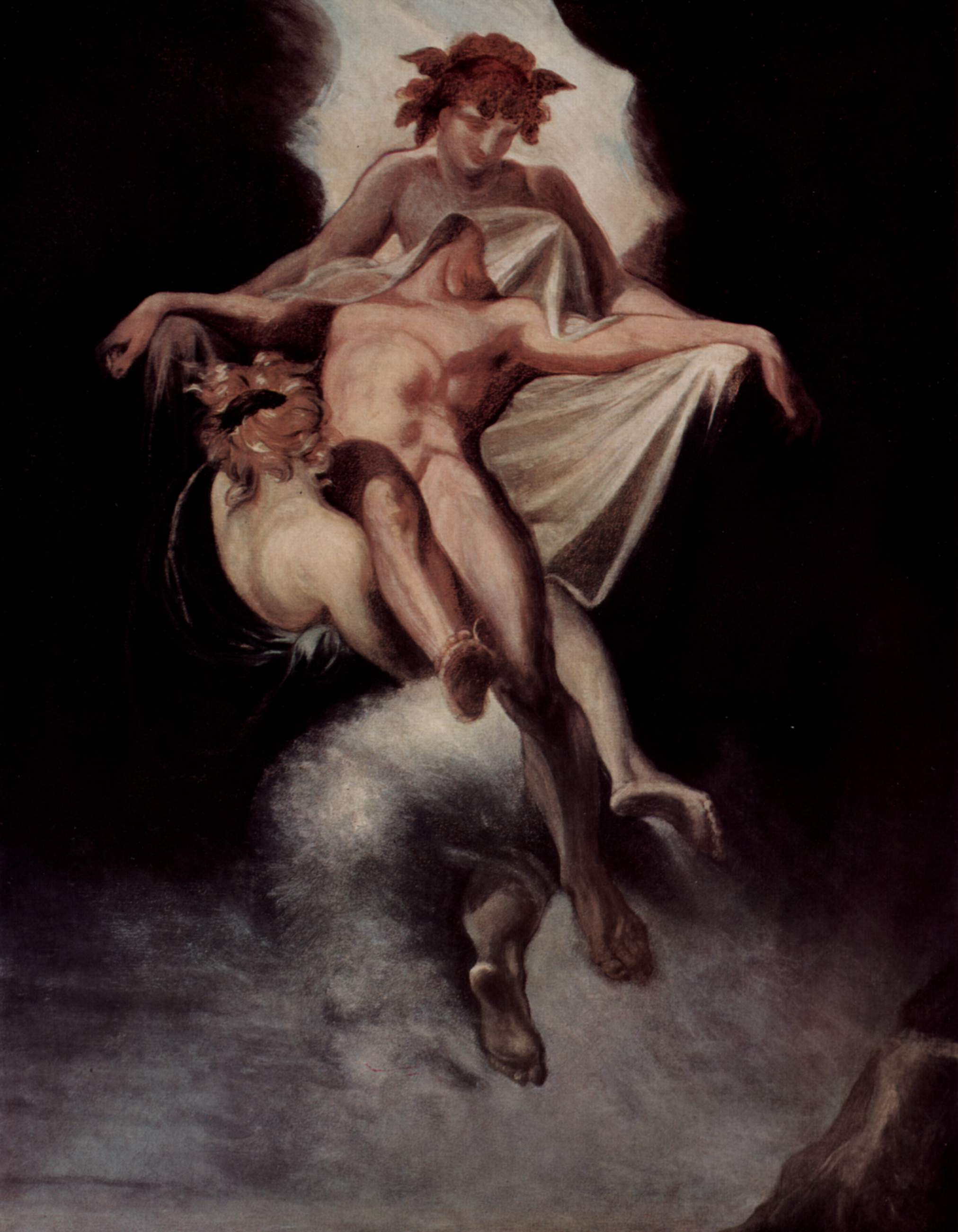
De slaap en de dood dragen het lijk van Sarpedon weg, Johann Heinrich Füssli

De volgende avond keert Klaas Vaak grootvaders portret meteen om en vertelt over vijf groene erwten die in een peul wonen en over een stopnaald die denkt een naainaald te zijn. Klaas Vaak wil Hjalmar zijn broer laten zien, die ook Klaas Vaak wordt genoemd. De broer komt slechts eenmaal bij de mensen en neemt hen mee op zijn paard. Hij kent slechts twee verhalen, een mooie en een nare die met geen pen te beschrijven valt. Klaas Vaak tilt Hjalmar in het venster en laat zijn broer zien. Hij wordt ook wel de Dood genoemd en vraagt oude en jonge mensen naar hun rapport. Iedereen antwoordt dat er goede cijfers op staan, maar de Dood wil de rapporten zelf inkijken. Mensen met heel goed en uitmuntend komen voor op het paard, de anderen komen achterop. Achter op het paard horen de mensen nare verhalen en ze kunnen niet weg, want ze zitten vast op de rug van het paard.
Hjalmar zegt niet bang te zijn voor de Dood en Klaas Vaak zegt dat dit ook niet nodig is, als men een goed rapport heeft.

## Televisie
In 1965-1966 zond de NTS elke dag voor het slapen gaan Klaas Vaak (Unser Sandmännchen) uit, een televisieserie oorspronkelijk uit de toenmalige DDR, naar een idee van Ilse Obrig.

## Varia

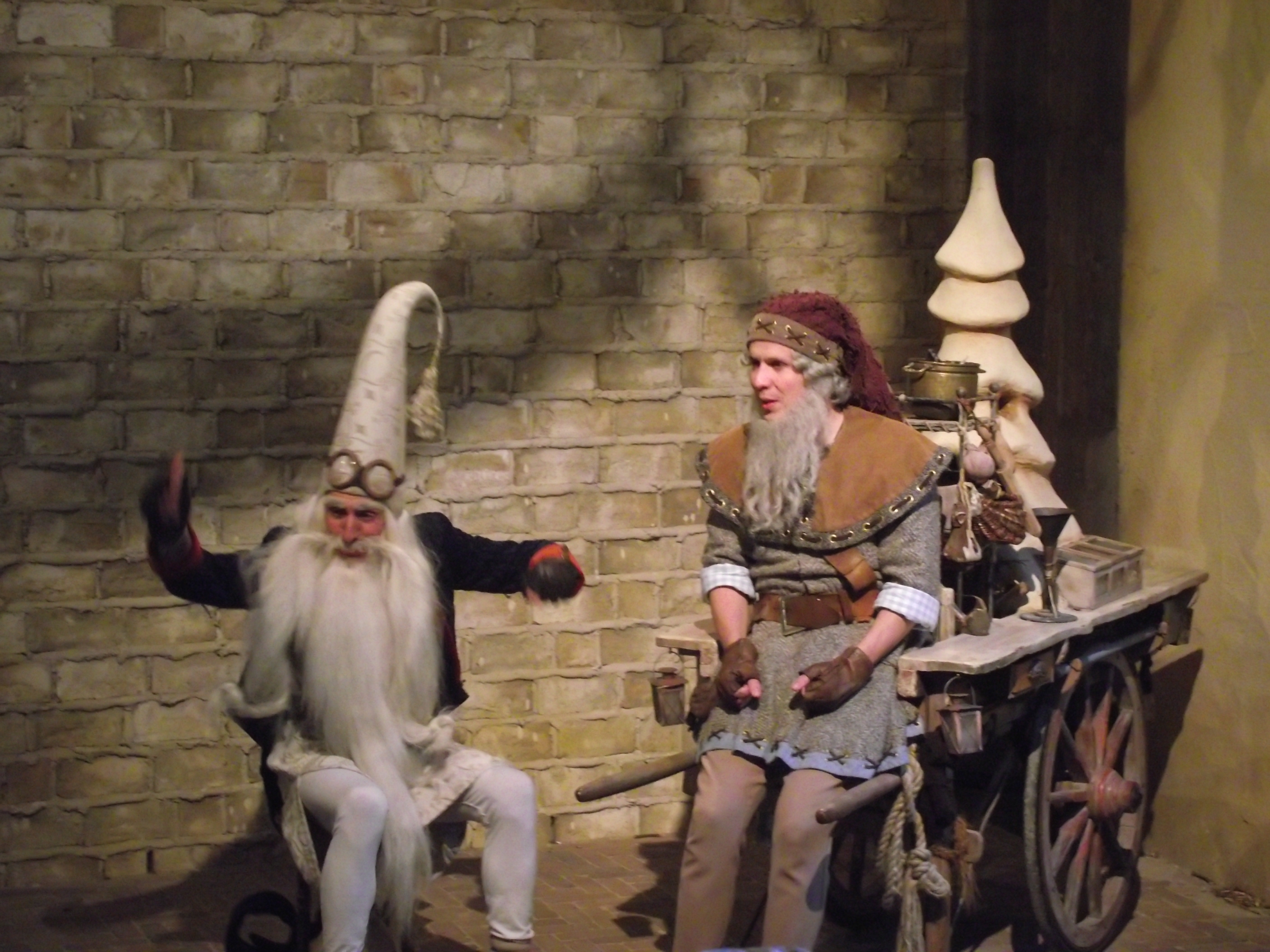
Klaas Vaak, Bosrijk, bij de Efteling

- Klaas Vaak was het pseudoniem van radiodiskjockey Tom Mulder.
- In 2005 presenteerde Klaas van Kruistum op 3FM voor de EO in de nacht van woensdag op donderdag het nachtprogramma met de naam Klaas Vaak.
- Tussen 1993 en 1999 speelde Dick Poons de rol van Klaas Vaak in het jeugdprogramma Droomshow. Dit was alleen een voice-over die vaak het nodige komische commentaar gaf.
- De Efteling gebruikt Klaas Vaak als thema van het vakantiepark Efteling Bosrijk (waar hij een eigen kasteel heeft) en heeft het personage ook als merk geregistreerd. In de Efteling-attractie Fabula speelt Klaas Vaak eveneens een rol.
- In de Griekse mythologie kent men Hypnos (slaap) en zijn tweelingbroer Thanatos (dood).
- Puk en Muk wonen in het huis van Klaas Vaak, in het derde straatje achter Luilekkerland.
- In het verhaal Het mannetje in de maan uit de Jerom-stripreeks komt Klaas Vaak ook voor.
- Klaas Vaak en Barend de Beer brachten in de jaren 60 elke avond een kort verhaaltje op de televisie.
- Toon Hermans sprak in een van zijn conferences over Nicolas Souvent. Dat is een verkeerde vertaling van Vaak; Nicolas Sommeil zou juist zijn geweest.

## Galerij

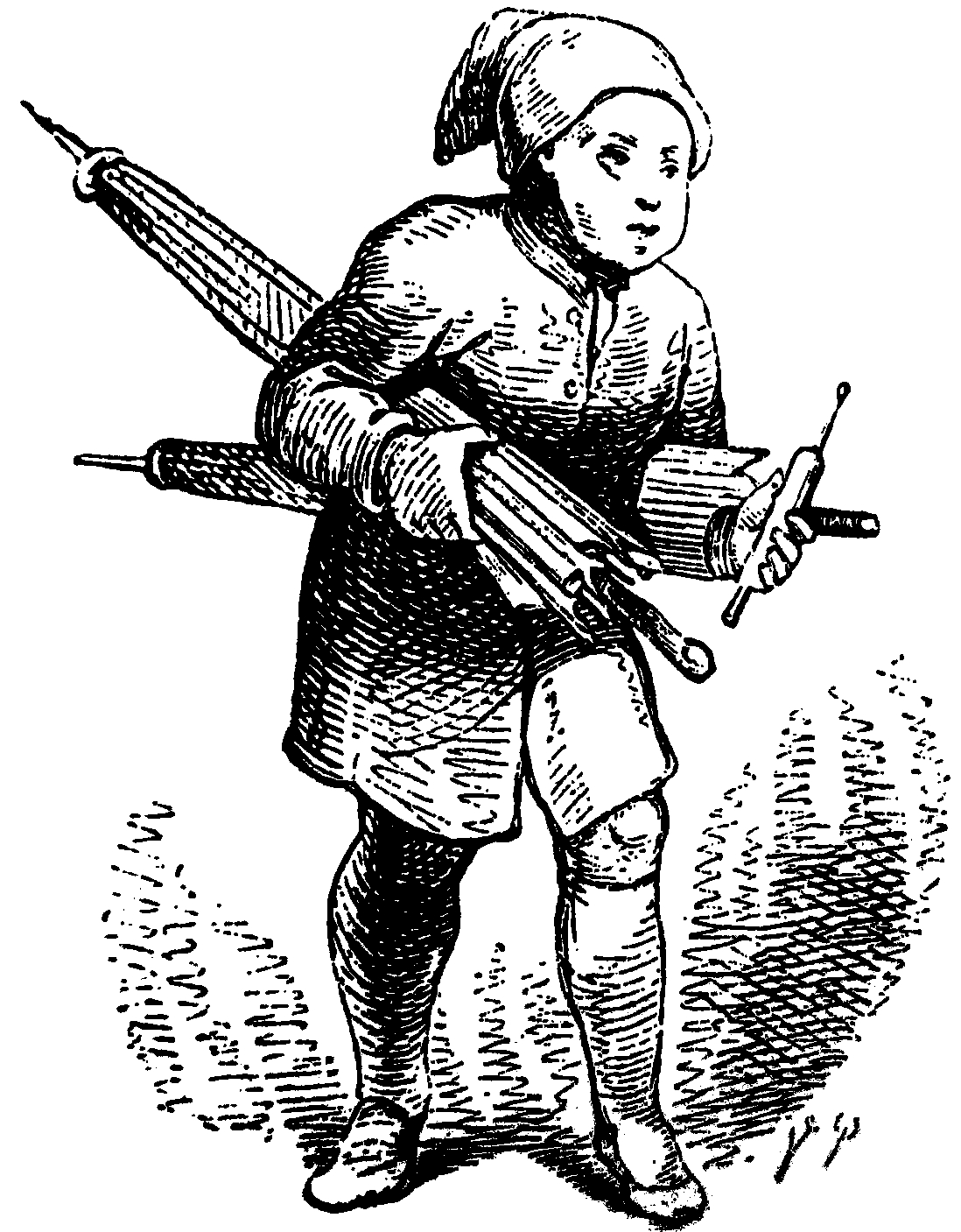
Ole Lukøje uit het sprookje van Hans Christian Andersen, hij bezoekt een jongen zeven nachten lang in het sprookje.
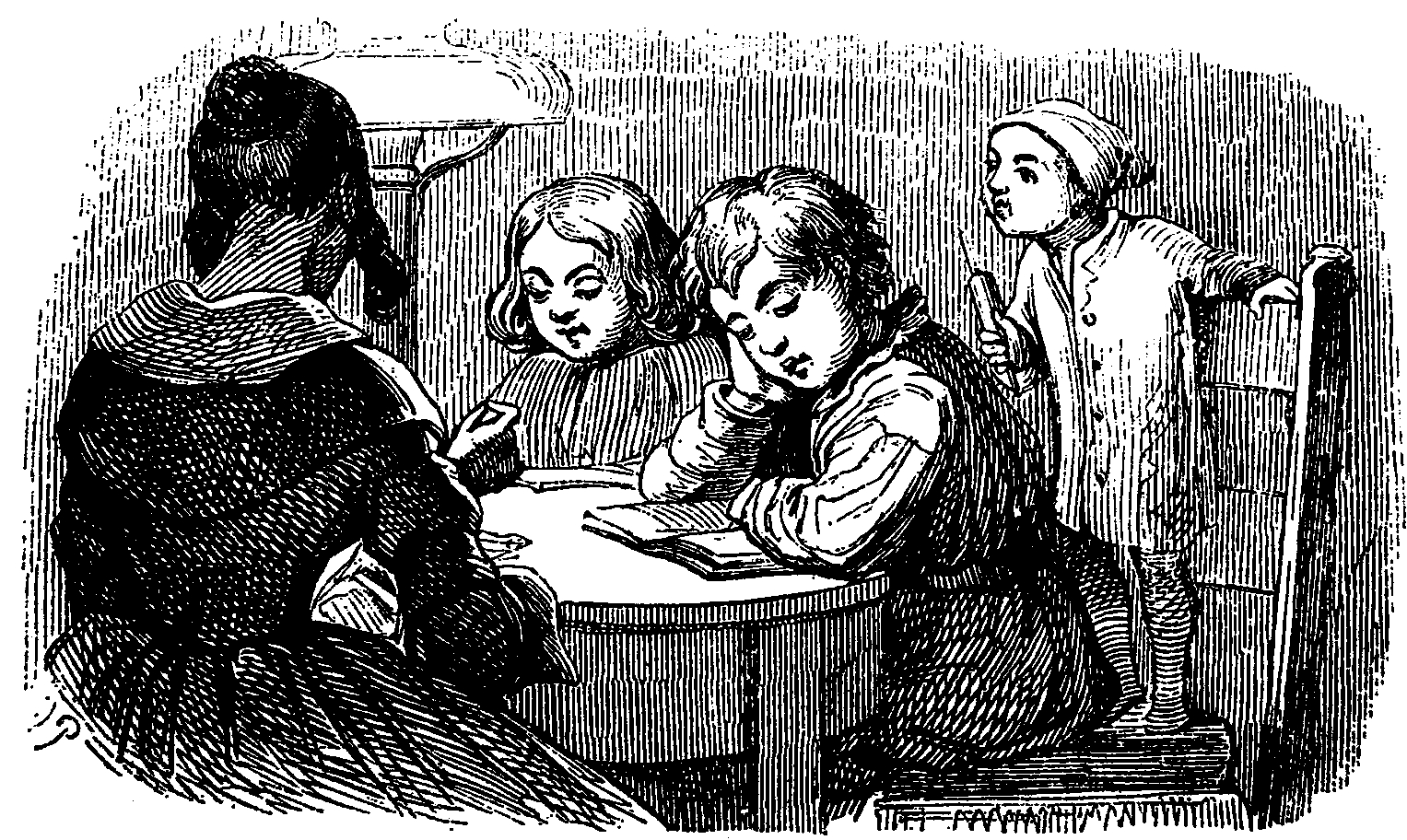
Ole Lukøje spuit melk in de ogen van kinderen.
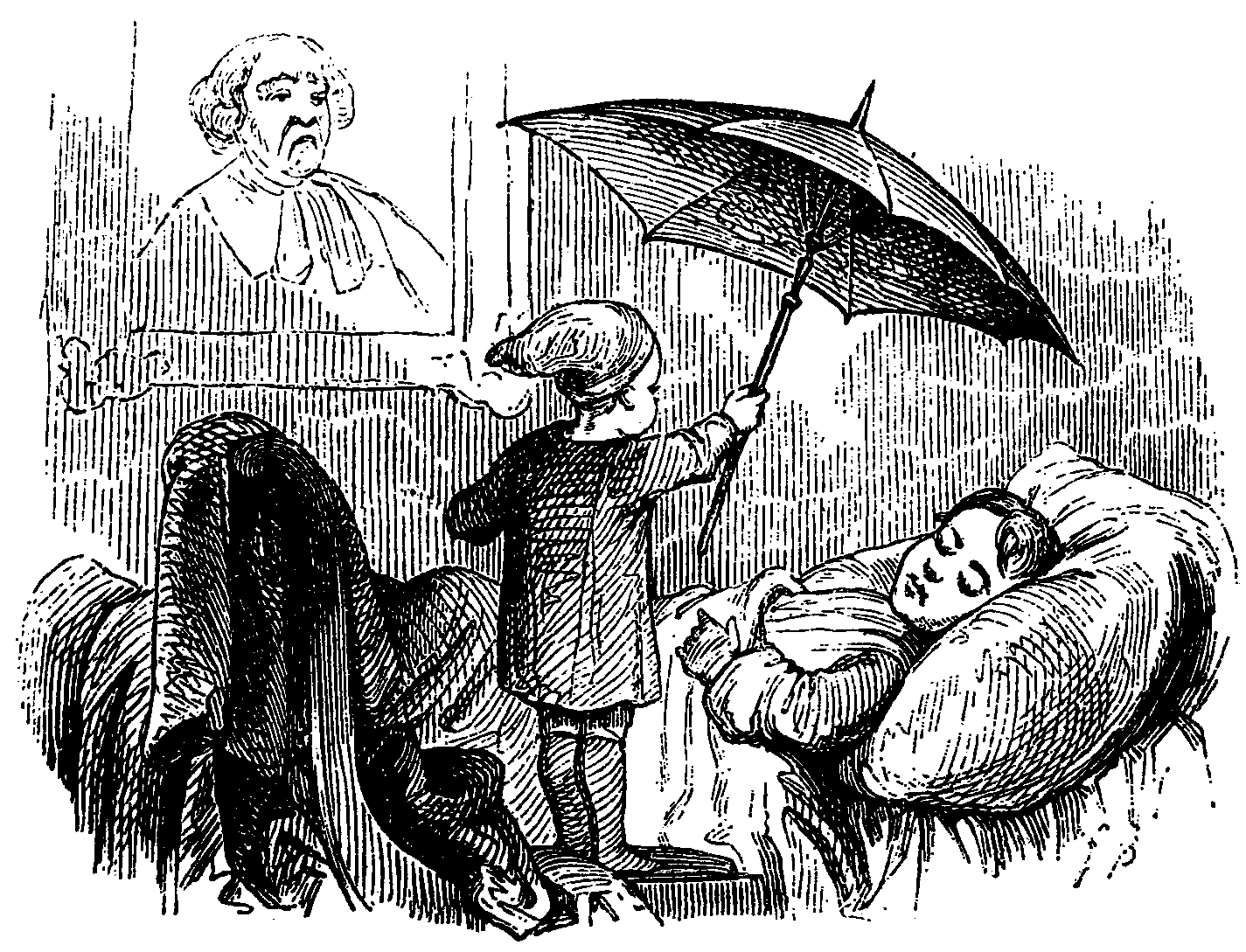
Ole Lukøje en grootvaders portret bij de slapende jongen
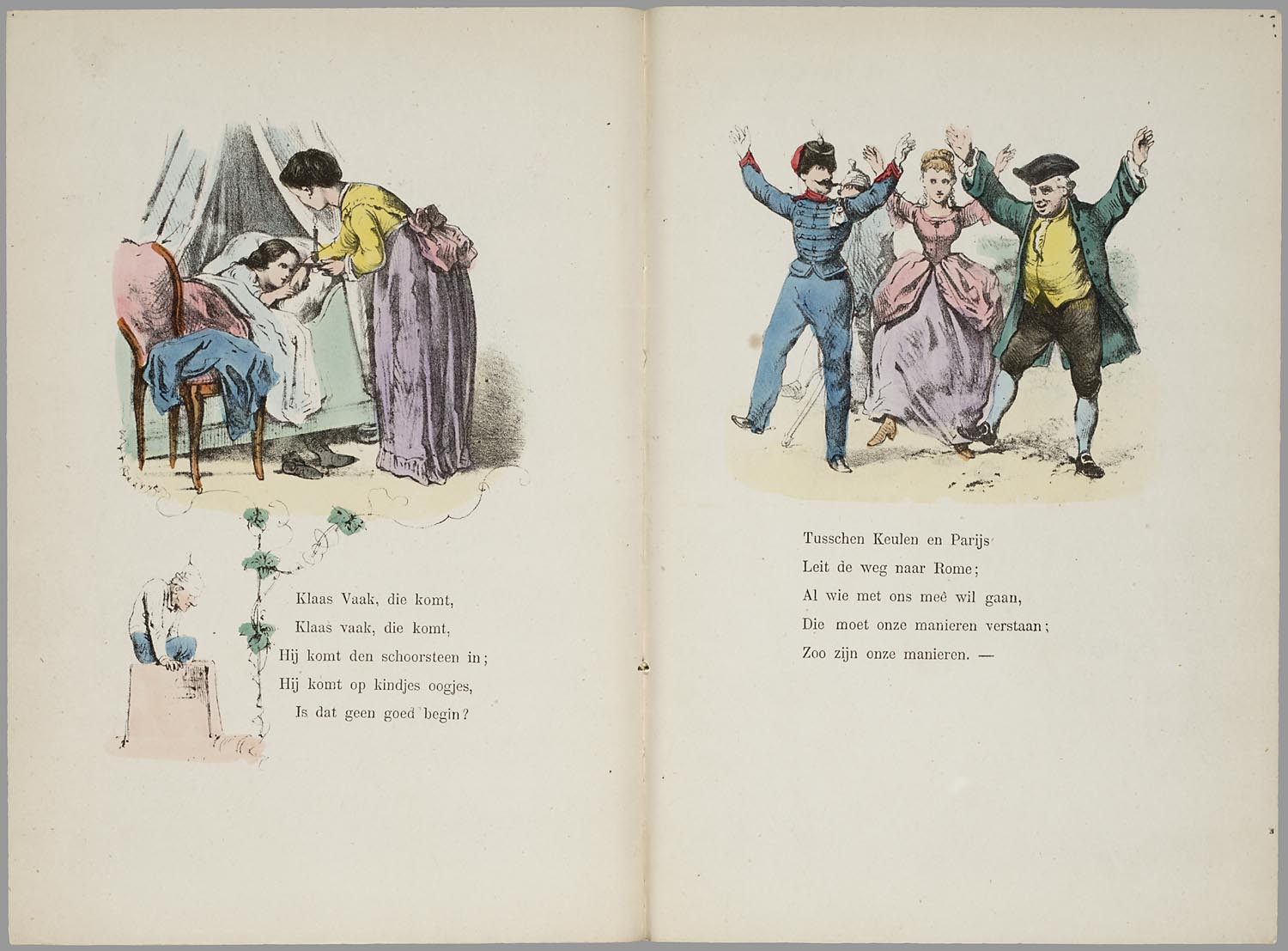
Klaas Vaak komt via de schoorsteen binnen, Hopsasa: knie- en bakerdeuntjes uit de oude doos, 1873.

- Gemeinsame Normdatei: 4179061-3
- Nationale Bibliotheek van Israël: 987007530318605171